# Almgrens regelbundenhetssats
Inom geometrisk måtteori, en del av matematiken, är Almgrens regelbundenhetssats, bevisad av Almgren (1983, 2000), ett resultat som säger att kodimensionen av singulära mängden av en massminimerande yta är minst 2. Almgrens bevis av detta var 955 sidor långt.